# Costa Rica en la Copa Mundial de Fútbol Sub-17 de 2015
La Selección de Costa Rica fue uno de los 24 equipos participantes en la Copa Mundial de Fútbol Sub-17 de 2015, torneo que se llevó a cabo entre el 17 de octubre y el 8 de noviembre de 2015 en Chile.
El conjunto centroamericano se clasificó a la Copa Mundial luego de derrotar a  Canadá por 3-0, en el partido de repechaje por el Campeonato Sub-17 de la Concacaf de 2015.

## Plantel

### Lista de convocados
Entrenador:  Marcelo Herrera
| No. | Pos. | Jugador                 | Fecha de nacimiento (edad)         | Apa. | Goles | Club                            |
| --- | ---- | ----------------------- | ---------------------------------- | ---- | ----- | ------------------------------- |
| 1   | POR  | Alejandro Barrientos    | 11 de febrero de 1998 (17 años)    | 0    | 0     | Deportivo Saprissa              |
| 2   | DEF  | Diego Mesén             | 28 de marzo de 1999 (16 años)      | 0    | 0     | Liga Deportiva Alajuelense      |
| 3   | DEF  | Pablo Arboine           | 03 de abril de 1998 (17 años)      | 0    | 0     | Santos de Guápiles              |
| 4   | DEF  | Ian Smith               | 06 de marzo de 1998 (17 años)      | 0    | 0     | Santos de Guápiles              |
| 5   | DEF  | Esteban González Rivera | 30 de enero de 1998 (17 años)      | 0    | 0     | Deportivo Saprissa              |
| 6   | DEF  | Luis José Hernández     | 07 de febrero de 1998 (17 años)    | 0    | 0     | Deportivo Saprissa              |
| 7   | DEL  | Javier Camareno         | 05 de enero de 1998 (17 años)      | 0    | 0     | Municipal Liberia               |
| 8   | MED  | Aaron Murillo           | 20 de marzo de 1998 (17 años)      | 0    | 0     | Liga Deportiva Alajuelense      |
| 9   | DEL  | Andy Reyes              | 06 de abril de 1999 (16 años)      | 0    | 0     | Asociación Deportiva Carmelita  |
| 10  | MED  | Jonathan Martínez       | 19 de marzo de 1998 (17 años)      | 0    | 0     | Asociación Deportiva Carmelita  |
| 11  | MED  | Barlon Sequeira         | 25 de mayo de 1988 (27 años)       | 0    | 0     | L. D. Alajuelense               |
| 12  | DEL  | Sergio Ramírez          | 13 de marzo de 1998 (17 años)      | 0    | 0     | SIMA Águilas                    |
| 13  | POR  | Miguel Ajú              | 8 de noviembre de 1999 (15 años)   | 0    | 0     | Liga Deportiva Alajuelense      |
| 14  | MED  | Roberto Córdoba         | 16 de julio de 1998 (17 años)      | 0    | 0     | Asociación Deportiva San Carlos |
| 15  | DEL  | Kevin Masis             | 5 de enero de 1998 (17 años)       | 0    | 0     | Santos de Guápiles              |
| 16  | DEF  | Daniel Villegas         | 06 de enero de 1998 (17 años)      | 0    | 0     | Liga Deportiva Alajuelense      |
| 17  | MED  | Brandon Salazar         | 13 de marzo de 1998 (17 años)      | 0    | 0     | Asociación Deportiva Carmelita  |
| 18  | POR  | Patrick Sequeira        | 01 de marzo de 1999 (16 años)      | 0    | 0     | Deportivo Saprissa              |
| 19  | DEF  | Yostin Salinas          | 14 de septiembre de 1998 (17 años) | 0    | 0     | Limón Fútbol Club               |
| 20  | MED  | Eduardo Juárez          | 28 de junio de 2003 (12 años)      | 0    | 0     | Liga Deportiva Alajuelense      |
| 21  | DEL  | Alonso Solano           | 12 de febrero de 1998 (17 años)    | 0    | 0     | C. S. Herediano                 |

## Participación

### Grupo E
| Equipo          | Pts | PJ | PG | PE | PP | GF | GC | Dif |
| --------------- | --- | -- | -- | -- | -- | -- | -- | --- |
| Rusia           | 7   | 3  | 2  | 1  | 0  | 5  | 1  | 4   |
| Costa Rica      | 4   | 3  | 1  | 1  | 1  | 4  | 4  | 0   |
| Corea del Norte | 4   | 3  | 1  | 1  | 1  | 3  | 4  | -1  |
| Sudáfrica       | 1   | 3  | 0  | 1  | 2  | 2  | 5  | -3  |

| 19 de octubre de 2015, 17:00 | Sudáfrica | 1:2 (0:1) | Costa Rica                  | Estadio Ester Roa Rebolledo, Concepción                     |                                                             |
|                              | Mayo 90'  | Reporte   | Masis 7' · Reyes 63' (pen.) | Asistencia: 7572 espectadores Árbitro(s): Mohd Amirul Izwan | Asistencia: 7572 espectadores Árbitro(s): Mohd Amirul Izwan |

| Uniformes | Uniformes |
| --------- | --------- |
|           |           |

| 22 de octubre de 2015, 20:00 | Rusia      | 1:1 (0:0) | Costa Rica  | Estadio Ester Roa Rebolledo, Concepción                 |                                                         |
|                              | Chalov 82' | Reporte   | Montero 71' | Asistencia: 9322 espectadores Árbitro(s): Roberto Tobar | Asistencia: 9322 espectadores Árbitro(s): Roberto Tobar |

| Uniformes | Uniformes |
| --------- | --------- |
|           |           |

| 25 de octubre de 2015, 19:00 | Costa Rica | 1:2 (0:1) | Corea del Norte                 | Estadio Chinquihue, Puerto Montt                         |                                                          |
|                              | Mesen 84'  | Reporte   | Yong Gwan 14' · Chang Bom 90+3' | Asistencia: 6571 espectadores Árbitro(s): Danny Makkelie | Asistencia: 6571 espectadores Árbitro(s): Danny Makkelie |

| Uniformes | Uniformes |
| --------- | --------- |
|           |           |

### Octavos de final

#### Francia vs. Costa Rica
| 29 de octubre de 2015, 20:00 | Francia                                | 0:0 (3:5) (3:5 p.)         | Costa Rica                                    | Estadio Chinquihue, Puerto Montt                           |                                                            |
|                              |                                        | Reporte                    |                                               | Asistencia: 8691 espectadores Árbitro(s): Wilson Lamouroux | Asistencia: 8691 espectadores Árbitro(s): Wilson Lamouroux |
|                              |                                        | Tiros desde el punto penal |                                               |                                                            |                                                            |
|                              | Edouard · Cognat · Adelaide · Boutobba |                            | Córdoba · Juárez · Airboin · Villegas · Reyes |                                                            |                                                            |

| Uniformes | Uniformes |
| --------- | --------- |
|           |           |

### Cuartos de final

#### Bélgica vs. Costa Rica
| 2 de noviembre de 2015, 20:00 | Bélgica  | 1:0 (1:0) | Costa Rica | Estadio Ester Roa Rebolledo, Concepción                 |                                                         |
|                               | Rigo 27' | Reporte   |            | Asistencia: 8874 espectadores Árbitro(s): Janny Sikazwe | Asistencia: 8874 espectadores Árbitro(s): Janny Sikazwe |

| Uniformes | Uniformes |
| --------- | --------- |
|           |           |

- Datos: Q20022126